# Qalaqayın
Qalağayın är en ort i Azerbajdzjan.   Den ligger i distriktet Sabirabad Rayonu, i den sydöstra delen av landet, 130 km väster om huvudstaden Baku. Antalet invånare är 5 506.
Terrängen runt Qalağayın är mycket platt. Runt Qalağayın är det ganska tätbefolkat, med 72 invånare per kvadratkilometer.. Närmaste större samhälle är Saatlı, 10,9 km sydväst om Qalağayın.

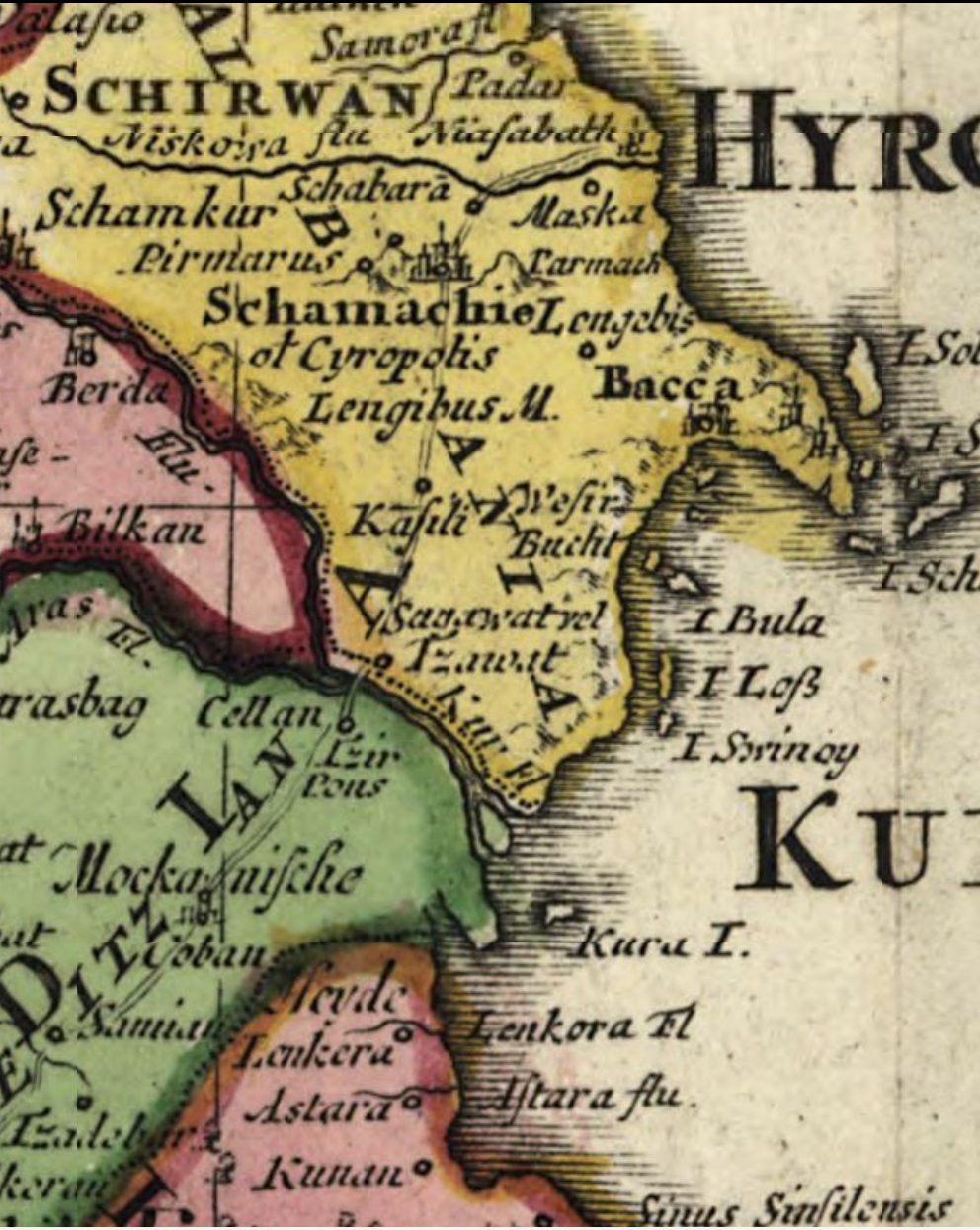
Qalaqayın (Cellan).1730

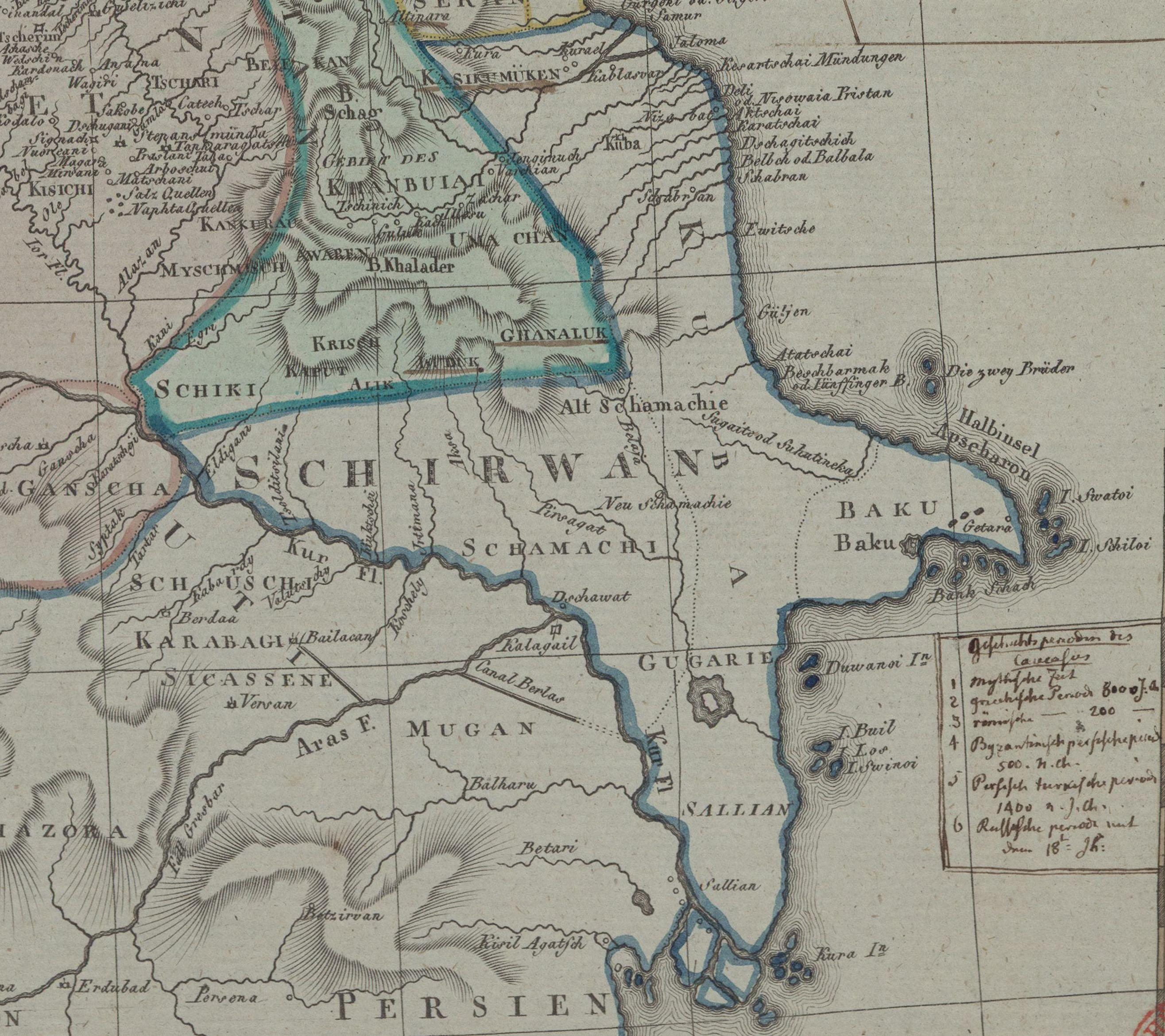
Qalaqayın

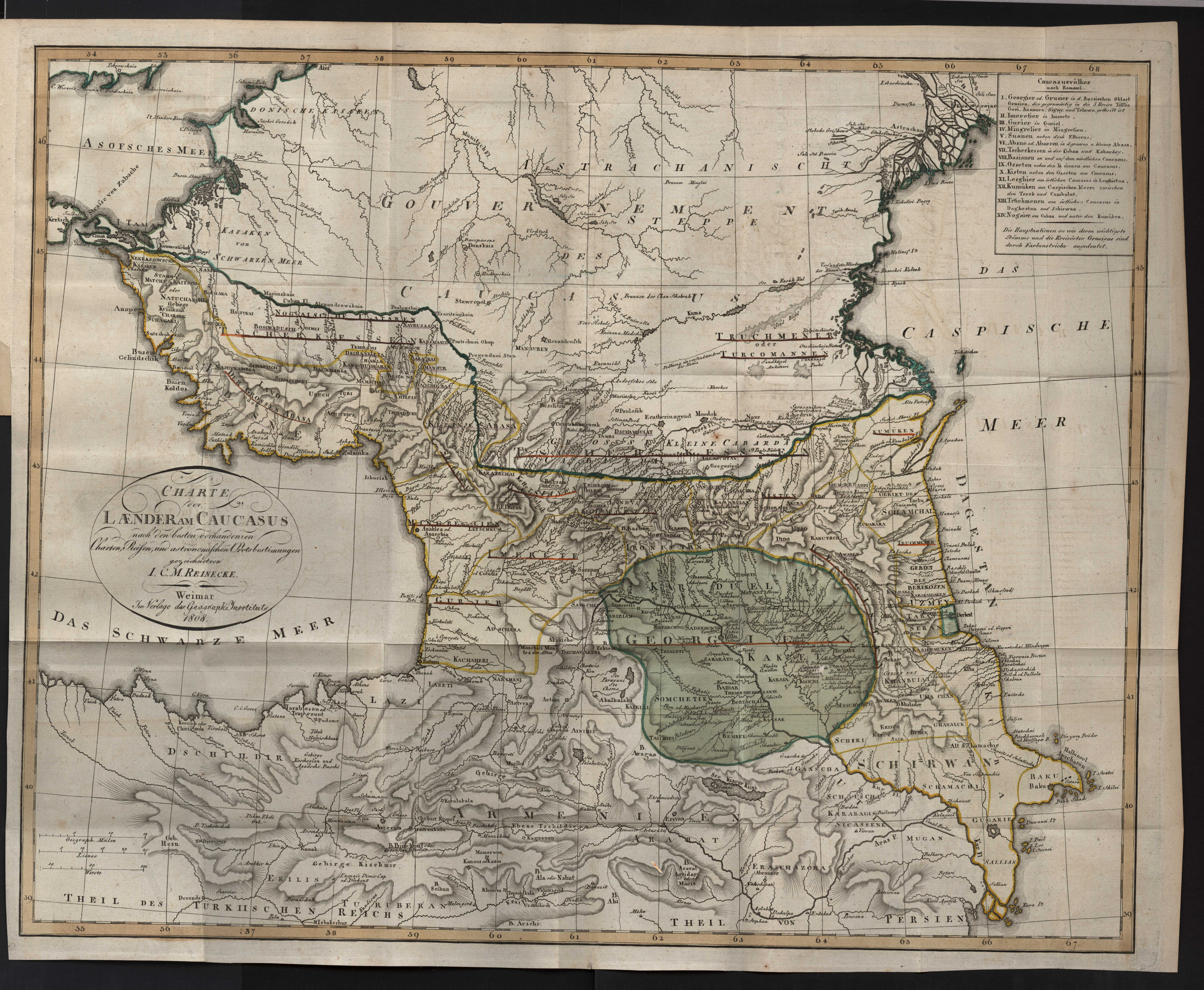
Qalaqayın.1808

Trakten runt Qalağayın består till största delen av jordbruksmark.